# Грот Симона Кананита

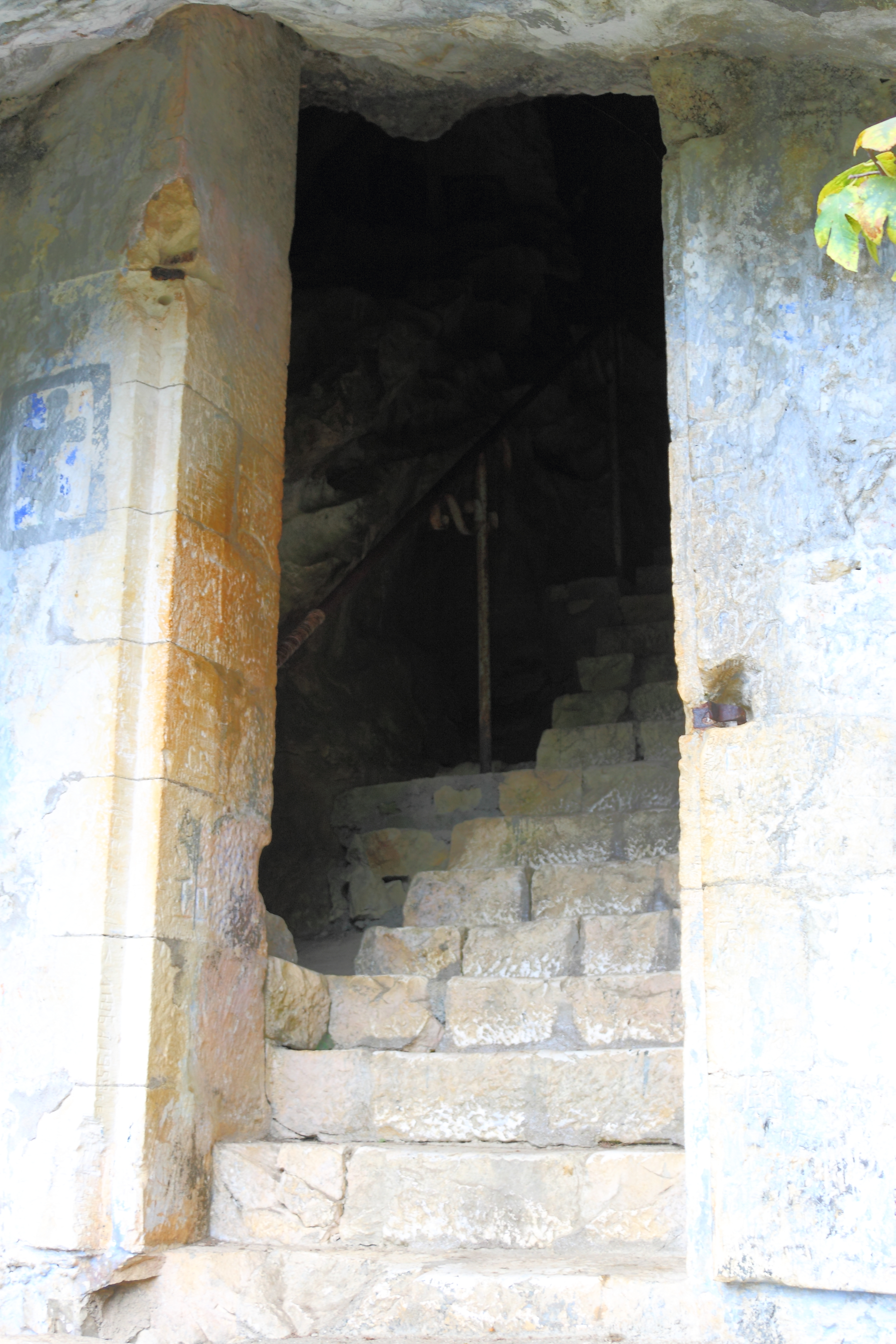
Вход в пещеру Симона Кананита

Грот (пещера) Симона Кананита — место религиозного почитания, связанное с Симоном Кананитом (Симоном Зилотом), одним из двенадцати ближайших апостолов (учеников) Иисуса Христа. Расположен в ущелье Псырцха, недалеко от храма Симона Кананита в Новом Афоне. По преданиям в течение двух лет (53-55 гг. н. э.) в гроте находилась келья Святого апостола Симона Кананита (Симона Зилота).
Данное место с древности служило местом религиозного почитания для христиан. После образования Новоафонского мужского монастыря и приходом монахов со святой горы Афон грот был освящён и превращён в часовню. В нём были созданы мозаичные иконы Святых апостолов Андрея Первозванного и Симона Кананита.
В настоящее время грот посещается многочисленными туристами и паломниками. Дорога к гроту Святого Симона Кананита пролегает по живописной территории Псырцхинского заповедника вдоль русла реки Псырцха, мимо святого источника. Дорога по преданиям начинается от того места, где апостол принял мученическую смерть от рук римских легионеров в 55 году. По дороге расположен громадный валун с отпечатком, похожим на след ступни человека. По преданию он был оставлен самим св. апостолом Симоном Кананитом, поэтому здесь всегда останавливаются паломники и служатся молебны.
В грот, расположенный в отвесной скале, ведёт крутая лестница с высеченными каменными ступенями. Посередине грота находится большой камень, который по преданию святой апостол использовал в качестве стола и ложа. На стене пещеры высечен четырехконечный крест.